# Sent Quentin de Camplong
Sent Quentin de Camp Long (en francès Saint-Quentin-de-Caplong) és un municipi francès situat al departament de la Gironda i a la regió de la Nova Aquitània. Forma part de la comunitat de municipis del Pays Foyen.

## Demografia
| 1962                                       | 1968 | 1975 | 1982 | 1990 | 1999 | 2007 | 2009 |
| ------------------------------------------ | ---- | ---- | ---- | ---- | ---- | ---- | ---- |
| 388                                        | 402  | 340  | 293  | 312  | 276  | 248  | 249  |
| Des de 1962: població sense dobles comptes |      |      |      |      |      |      |      |

### Nivells d'escolarització i d'educació
La totalitat de la població fins a 14 anys estava escolaritzada el 2009; entre 15 i 17 anys, el 87,5% de la població també estava escolaritzada. Hi havia 2 persones escolaritzades de més de 24 anys.
Dels 205 habitants no escolaritzats el 2009, el 26% no tenien cap diploma escolar, el 10,8% tenien el certificat d'estudis primaris, el 3,9% tenien diploma de BEPC, el 25% tenien diploma de CAP o de BEP, el 14,2% tenien diploma de batxillerat o estudis professionals i el 20,1% tenien titulacions superiors.

## Administració
| Període | Identitat            | Partit |
| ------- | -------------------- | ------ |
| 2008-   | Rolland Grenouilleau |        |

## Economia
Principalment agrària: vi, planters, silvicultura.
A Sent Quentin de Camp Long el 2010 hi havia 52 establiments actius, el 57,7% dels quals eren del sector agrari, el 13,5% del sector de la construcció, el 26,9% eren del sector terciari i l'1,9% pertanyien al sector de l'administració. L'1.9% dels mateixos tenien 10 o més empleats.

### Turisme
El 2012 no hi havia cap establiment hoteler ni cap càmping a la comuna de Sent Quentin de Camp Long. Aquest disposava de 41 habitatges secundaris.

## Habitatge
El 2009 hi havia 170 habitatges a Sent Quentin, dels quals 110 eren residències principals, 41 eren residències secundàries o ocasionals i 18 eren vacants. Aquests habitatges eren 168 cases i 2 apartements. El 57,3% dels habitatges tenien 5 o més habitacions.

## Patrimoni i turisme
- Grutes dels Moinards
- Castell del S. XIX
- Església del S. XIX
- Festa: diumenge posterior al 15 d'agost.